# Jakob Bösch
Jakob Bösch (* 2. Januar 1942 in Schwellbrunn, Kanton Appenzell Ausserrhoden) ist ein Schweizer Autor und Psychiater.

## Leben
Jakob Bösch war von 1991 bis 2005 Chefarzt der Externen Psychiatrischen Dienste Baselland und Lehrbeauftragter für Psychiatrie, Psychotherapie und Psychosomatik an der Universität Basel. Er beschäftigte sich mit alternativen Heilmethoden. Er ist Preisträger der Schweizerischen Gesellschaft für Psychiatrie, des Schweizerischen Verbandes für Natürliches Heilen und der Schweizerischen Vereinigung für Parapsychologie. Jakob Bösch arbeitete mit ausgewählten Medien und angeblichen Heilern zusammen.
Jakob Bösch schrieb einige Bücher.

## Filmische Dokumentation
- 3sat (TV): Anouk Claes - Hellsichtig, 2008
- Interview mit Jakob Bösch und Anouk Claes , 2009

## Schriften
- Parapsychiatrie. Verlag Scorpio, ISBN 978-3-943416-27-5
- Versöhnen und Heilen. Verlag AT, ISBN 3-03800-386-7
- Spirituelles Heilen und Schulmedizin: eine Wissenschaft am Neuanfang. Verlag Lokwort
- Du sollst keine anderen Götter neben dir haben. Spiritueller Atheismus statt Erleuchtungsstress. Verlag AT, ISBN 3-03800-520-7
- Bösch, Jakob (2005): Geistig-energetisches Heilen in Medizin und Psychiatrie. In: Ritter, Werner H. / Wolf, Bernhard: Heilung – Energie – Geist: Heilung zwischen Wissenschaft, Religion und Geschäft. Göttingen: Vandenhoeck & Ruprecht 2005.